# Obolo di San Pietro
L'Obolo di san Pietro è, per la Chiesa cattolica, una forma di vivere la comunione con il Vescovo di Roma. 
Tale obolo è un'offerta in denaro fatta dai fedeli e inviata al papa per essere ridistribuita a sostegno della missione della chiesa e delle opere di carità.
In tutte le diocesi e parrocchie cattoliche si devolve a tale istituto la raccolta di denaro effettuata durante la questua della solennità degli apostoli Pietro e Paolo, normalmente il 29 giugno.

## Storia
(Sito vaticano)
La Chiesa cattolica spiega la prassi dell'Obolo con la pratica di sostenere materialmente coloro che hanno la missione di annunciare il Vangelo, perché possano impegnarsi interamente nel loro ministero, prendendosi anche cura dei più bisognosi.
Concretamente, l'origine storica dell'Obolo risale alla fine del secolo VIII, quando gli anglosassoni, dopo la loro conversione al Cristianesimo, si sentirono tanto legati al Vescovo di Roma che decisero di inviare in maniera stabile un contributo annuale al Papa. Così nacque il Denarius Sancti Petri (latino, "Elemosina a San Pietro"), che ben presto si diffuse negli altri paesi europei.
Come altre pratiche analoghe, l'Obolo passò attraverso molte e diverse vicissitudini nel corso dei secoli, fino a quando fu "benedetto" dal papa Pio IX con l'enciclica Saepe venerabilis del 5 agosto 1871.

## Bilancio
Il bilancio annuale dello Stato Città del Vaticano, così come quello dell'Obolo di san Pietro viene pubblicato annualmente tramite un Comunicato del Consiglio di cardinali per lo studio dei problemi organizzativi ed economici della Santa Sede. Il gettito 2007 è ammontato a 79 837 843 dollari USA pari a circa 50 milioni di euro, di cui 14 309 400 dollari versati da un anonimo donatore. Nel 2008 è continuata la flessione del gettito, iniziata negli anni precedenti, a 75 785 574 dollari USA. Nel 2013 sono stati raccolti 78 milioni di dollari.